# Хищница (телесериал)
Хищница (исп. La fiera) — мексиканская 230-серийная мелодрама с элементами драмы 1983 года производства телекомпании Televisa.

## Сюжет
Натали — красивая молодая девушка без образования влюбилась в богача Виктора Альфонсо, с которым дружила с самых ранних лет жизни, проживающая по соседству с их особняком. Тем не менее, оба сталкиваются с презрением родителей Виктора Альфонсо, считающие, что нищенка не должна выходить замуж за состоятельного человека, и всегда хотели, чтобы Виктор Альфонсо женился на красивой и извращённой Бренде. Натали живёт вместе с Элодией, женщиной, которая её воспитывает с детства. Элодия жестоко издевается и эксплуатирует Натали, заставляя её заниматься попрошайничеством. Натали и Виктор Альфонсо втайне женились, и тогда родители Виктора аннулируют брак, несмотря на то, что Натали беременна. Вскоре Натали родила близнецов, после долгих препятствий и разлук, она нашла своего настоящего отца, а также венчалась вместе с Виктором Альфонсо.

## Создатели телесериала

### В ролях
- Виктория Руффо — Натали Рамирес Фиера
- Гильермо Капетильо — Виктор Альфонсо Мартинес Бустаманте
- Росио Банкельс — Бренда дель Вильяр
- Анхелика Арагон — Костенья
- Исабела Корона — Элодия
- Лупита Лара — Елена Мартинес Бустаманте#1
- Нурия Бахес — Елена Мартинс Бустаманте#2
- Карлос Камара — Лоренсо Мартинес Бустаманте
- Леонардо Даниэль — Мигель Мартинес Бустаманте
- Луис Даниэль Ривера — Мануэль Перес Брито «Папильон»
- Хульета Брачо — Рехина
- Хуан Антонио Эдвардс — Чамуко
- Хавьер Марк — Гриего
- Беатрис Морено — 'Лина
- Америка Габриэль — Тамара
- Оскар Бонфильо — Франкие
- Хуан Вердуско — Марин
- Альфредо Алегриа — Лупито#1
- Альфонсо Итурральде — Лупито#2
- Энрике Гилаберт — адвокат Мелендес
- Эдит Гонсалес — Хулие
- Габриэла Руффо — Кармела
- Карлос Ротсингер — Хоакин
- Фернандо Ларраньяга — Дон Эррера
- Роксана Сауседо — Lulú
- Сервандо Манцетти — Pedro
- Аурора Клавель — Сестра Тринидад
- Эрнесто Лагуардия — Рауль
- Надия Харо Олива — Элиса
- Мигель Анхель Феррис — Роландо Миранда
- Раймундо Капетильо — Маркиаль Уркиса
- Марикрус Нахера — Анхелина
- Лусианне Сильва — Рамона
- Фернандо Борхес — Эдмундо Гаскон
- Роберто Руй — таксист
- Эдуардо Кастель — медицинский регистратор
- Клаудия Рамирес — продавщица
- Хульета Росен — медсестра
- Кристофер Лаго — Альфонсито
- Найели Сальдивар — Натали (в детстве)
- Мариана Гонсалес — Бренда (в детстве)
- Луис Марио Куирос — Виктор Альфонсо (в детстве)
- Оскар Санчес — дворецкий
- Луис Гатика
- Эдуардо Борха — директор тюрьмы
- Лусиана Эрнандес де ла Вега
- Сесар Веласко
- Кристиан Сигфридо
- Артуро Лорка — комиссар
- Эухенио Кобо — доктор Миллан
- Антонио Брильяс — судья
- Беатрис Орнелья
- Антонио Энайне
- Херардо Акунья

### Административная группа
- оригинальный текст: Инес Родена
- адаптация: Луис Рейес де ла Маса
- либретто: Вивиан Песталоцци
- музыкальная тема заставки: La fiera
- начальник производства: Артуро Лорка
- координатор производства: Эухенио Кобо
- оператор-постановщик: Мануэль Руис Эспарса
- режиссёр-постановщик: Педро Дамиан
- продюсер: Валентин Пимштейн

## Награды и премии

### TVyNovelas(2 из 3)
| Номинация              | Персона            | Итоги премии |
| ---------------------- | ------------------ | ------------ |
| Лучшая молодая актриса | Виктория Руффо     | ПОБЕДА       |
| Лучший молодой актёр   | Гильермо Капетильо | ПОБЕДА       |
| Лучшая злодейка        | Лупита Лара        | проигрыш     |